# Plocama putorioides
Plocama putorioides är en måreväxtart som först beskrevs av Radcl.-sm., och fick sitt nu gällande namn av Maria Backlund och Mats Thulin. Plocama putorioides ingår i släktet Plocama och familjen måreväxter. IUCN kategoriserar arten globalt som sårbar. Inga underarter finns listade i Catalogue of Life.